# Vanzolinis Kahlgesichtiger Saki
Vanzolinis Kahlgesichtiger Saki (Pithecia vanzolinii) ist eine Primatenart aus der Gruppe der Neuweltaffen, die im Südwesten des brasilianischen Bundesstaates Amazonas zwischen Rio Juruá und Rio Tarauacá vorkommt. Westlich schließt sich das Vorkommen von Pithecia inusta an. Die Art ist nur wenig bekannt und erforscht. Die Beschreibung erfolgte anhand von Museumsbälgen. Beobachtungen in freier Natur durch Wissenschaftler fanden bisher kaum statt. 2017 wurde nach 80 Jahren erstmals wieder ein lebendes Exemplar gesehen.

## Merkmale
Männchen und Weibchen haben einen schwärzlichen, durch wenige helle, weiße bis cremefarbene Haarspitzen punktierten Rücken und einen buschigen schwarzen Schwanz. Arme und Beine der Weibchen sind weißlich-gelb, die der Männchen sind hell gelb-bräunlich. Das Haar der Männchen ist dicker als das der Weibchen und wellig. Bei beiden Geschlechtern sind die Hände weiß. Das Gesicht ist haarlos, die unbehaarte Gesichtshaut ist schwarz. Die Mundregion wird von weißen oder cremefarbenen Linien begrenzt, die bei Weibchen etwas breiter sind als bei den Männchen.
Vanzolinis Kahlgesichtiger Saki erreicht eine Kopf-Rumpf-Länge von 36 bis 41,5 cm (Männchen) bzw. 35,5 bis 42 cm (Weibchen) und besitzt einen 40 bis 52 cm langen Schwanz.

## Systematik
Die Form wurde 1987 durch den Mammalogen Philip Hershkovitz als Pithecia irrorata vanzolinii, also als Unterart des Kahlgesichtigen Saki (P. irrorata) beschrieben. Das Art-Epitheton vanzolinii ist ein Dedikationsname zu Ehren des brasilianischen Zoologen Paulo Vanzolini. 2014, in einer Revision der Sakis, wurde Vanzolinis Kahlgesichtiger Saki in den Rang einer eigenständigen Art erhoben.